# Sophie Mereau
Sophie Friederike Mereau (née à Altenbourg le 27 mars 1770, morte à Heidelberg le 31 octobre 1806) est une femme de lettres allemande de l'époque romantique.

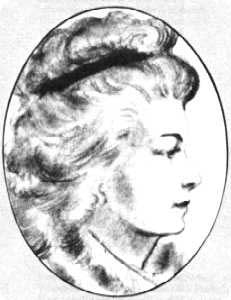
Sophie Mereau

## Biographie
Née Sophie Schubart, elle publie dès 1791 dans le journal Thalia de Friedrich von Schiller, se lie d'amitié avec plusieurs poètes de son époque (dont Schiller, Schlegel et Goethe), et entretient des relations avec la communauté intellectuelle allemande de l'époque. Elle épouse en 1793 le professeur de droit Friedrich Karl Mereau dont elle a un fils. Mais ce mariage malheureux s'achève par un divorce en 1801. Elle se remarie en 1803 avec le poète Clemens Brentano et meurt trois ans plus tard à l'âge de 36 ans.

## Œuvres
Romans
- Das Blüthenalter der Empfindung (roman, 1794)
- Amanda und Eduard (roman, 1797)
- Sapho und Phaon (roman, 1806)

Lettres
- Gedichte (2 vol., 1800-1802)

Traduction
- Fiammetta de Boccace (1806)